# إريك راسموسن (لاعب هوكي جليد)
إريك راسموسن (بالإنجليزية: Erik Rasmussen)‏ هو لاعب هوكي جليد أمريكي، ولد في 28 مارس 1977 في سانت لويس بارك في الولايات المتحدة.

## وصلات خارجية
- إريك راسموسن على موقع دوري الهوكي الوطني (الإنجليزية)
- إريك راسموسن على موقع EliteProspects.com (الإنجليزية)
- إريك راسموسن على موقع Eurohockey.com (الإنجليزية)
- إريك راسموسن على موقع HockeyDB.com (الإنجليزية)
- إريك راسموسن على موقع Hockey-Reference.com (الإنجليزية)